# Елизабета: Златно доба
Елизабета: Златно доба (енгл. Elizabeth: The Golden Age) је биографски историјски драмски филм из 2007. године, режисера Шекара Капура, према сценарију који су написали Вилијам Николсон и Мајкл Херст. Насловну улогу тумачи Кејт Бланчет, а радња прати догађаје током каснијег периода владавине енглеске краљице Елизабете I, чинећи овај филм наставком Капурове Елизабете из 1998. године. Остале улоге тумаче Џефри Раш (који понавља своју улогу из претходног филма), Клајв Овен, Рис Иванс, Жорди Мола, Аби Корниш и Саманта Мортон. Музику за филм су компоновали Крејг Армстронг и А. Р. Рахман, Гај Хендрикс Дајас је био сценограф и ко-супервизор визуелних ефеката, а костиме је креирала Александра Берн. Филм је сниман у студију Shepperton и на разним локацијама широм Уједињеног Краљевства.
Филм је премијерно приказан 9. септембра 2007. на Филмском фестивалу у Торонту, док је у америчким биоскопима објављен 12. октобра, односно 2. новембра у Уједињеном Краљевству. Добио је помешане рецензије критичара и освојио је Оскара за најбољу костимографију; Бланчетова је за своју улогу била номинована у категорији за најбољу глумицу.

## Радња
Године 1585, католичка Шпанија, којом влада краљ Филип II, најмоћнија је држава у Европи. Видевши да су све католичке завере против енглеске краљице Елизабете пропале, папа Сикст V прилази краљу Филипу, који је сакупио најмоћнију поморску силу у целој Европи, и убеђује га да искористи ову флоту за инвазију и поновно покатоличење Енглеске. Тиме би Филип, уз папин благослов, збацио Елизабету и преузео контролу над Енглеском. Филип пристаје и планира да заузме Енглеску и да своју ћерку Изабелу постави за енглеску краљицу уместо Елизабете. У међувремену, Елизабетин саветник Френсис Волсингем притиска краљицу да се уда; ако она умре без деце, престо ће прећи на њену прву рођаку Марију, краљицу Шкотске, која је католкиња.
Енглески истраживач Волтер Роли представљен је пред двором, након што се вратио из Новог света. Краљица Елизабета је привучена Ролијем, одушевљена његовим истраживачким причама, и замоли Елизабету „Бес” Трокмортон, своју најомиљенију дворску даму, да обрати пажњу на њега. Бес такође сматра Ролија привлачним и њих двоје започињу тајну аферу. Уз напетост између Енглеске и Шпаније, Елизабета тражи упутства од свог астролога, др Џона Дија.
Језуити у Лондону склапају планове са Филипом да убију Елизабету и замене је Маријом од Шкотске, тиме планирајући Бабингтонову заверу. Из свог затвора, Марија потајно шаље поруке језуитима, који регрутују Ентонија Бабингтона да убије Елизабету. Волсингем наставља да упозорава краљицу Елизабету на растућу моћ Шпаније и на католичке завере против ње, али за разлику од своје претходнице и полусестре, краљице Мери, она одбија да натера свој народ да дели њена верска уверења.
Волсингемов брат католик, који зна за заверу против Елизабете, је у затвору, што наводи Волсингема да открије план Шпаније краљици Елизабети, која се бесно суочава са шпанским дипломатама. Шпански амбасадор глуми незнање, оптужује је да је примила украдено шпанско злато од пирата и инсинуира да је она у сексуалној вези са Ролијем. Бесна, Елизабета избацује Шпанце из Енглеске. У међувремену, Филип сече шуме у Шпанији да би изградио шпанску армаду за инвазију на Енглеску. Марија пише писма која одобравају заверу.
Бабингтон упада у катедралу у којој се Елизабета моли и пуца у њу из пиштоља, иако Елизабета остаје неповређена јер у пиштољу није било метка. Како Елизабета сазнаје за Маријину умешаност у заверу, Волсингем инсистира да се шкотска краљица погуби како би се угушила свака могућа побуна. Елизабета невољно пристаје. Марији се суди за велеиздају и глава јој је одсечена; Волсингем схвата да је ово све време био део плана језуита: Филип никада није намеравао да Марија постане краљица, али пошто папа и други католички лидери сматрају Марију правом краљицом Енглеске, Филип користи Маријину смрт да добије папско одобрење за рат. „Убиство” последњег легитимног католичког кандидата за престо даје Филипу изговор који му је потребан да нападне Енглеску и уклони Елизабету, остављајући пут до енглеског престола слободним за своју ћерку.
Бес открива Ролију да је трудна са његовим дететом и моли га да оде. Уместо тога, њих двоје се венчају у тајности. Када се Елизабета суочи са Бес, она признаје своју трудноћу и да је Роли њен муж. Бесна Елизабета грди Бес, подсећајући је да се не може удати без њене сагласности. Она протерује Бес са двора и шаље Ролија у затвор због злочина завођења краљичине штићенице.
Док шпанска армада почиње да се приближава Ламаншу, Елизабет опрашта Бес и ослобађа Ролија да се придружи сер Френсису Дрејку у борби. Бродови армаде знатно надмашују Енглеске, али олуја је однела армаду према плажама, угрожавајући њено формирање и чинећи је рањивом за енглеске брандере. Елизабета, у свом штабу на обали, долази до литица и гледа како шпанска армада тоне у пламену док енглеска флота превладава.
Она посећује Ролија и Бес и благосиља њихово дете. Изгледа да је Елизабета лично тријумфовала кроз своје искушење, поново се помирила са својом улогом „Краљице Девице” и мајке енглеског народа.

## Улоге
| Глумац               | Улога                           |
| -------------------- | ------------------------------- |
| Кејт Бланчет         | краљица Елизабета               |
| Џефри Раш            | сер Френсис Волсингем           |
| Клајв Овен           | сер Волтер Роли                 |
| Аби Корниш           | Елизабета „Бес” Трокмортон      |
| Саманта Мортон       | Марија, краљица Шкотске         |
| Жорди Мола           | краљ Филип II                   |
| Сузан Линч           | Анет Флеминг                    |
| Рис Иванс            | Роберт Рестон                   |
| Еди Редмејн          | Ентони Бабингтон                |
| Том Холандер         | Амијас Полет                    |
| Стивен Робертсон     | сер Френсис Трокмортон          |
| Адам Годли           | Вилијам Волсингем               |
| Лоренс Фокс          | сер Кристофер Хатон             |
| Вилијам Хјустон      | Герау де Еспес                  |
| Дејвид Трелфол       | др Џон Ди                       |
| Кристијан Брасингтон | Карл II, надвојвода од Аустрије |
| Џон Шрапнел          | Чарлс Хауард, ерл од Нотингема  |
| Кели Хантер          | Урсула Волсингем                |
| Кирстин Смит         | Мери Волсингем                  |
| Малколм Стори        | сер Френсис Дрејк               |